# Australische Faustballnationalmannschaft der Männer
Die australische Faustballnationalmannschaft ist die von den australischen Nationaltrainern getroffene Auswahl australischer Faustballspieler. Sie repräsentieren die Fistball Federation of Australia (FiFA) auf internationaler Ebene bei Veranstaltungen der International Fistball Association.

## Internationale Erfolge
2015 nahm die australische Männernationalmannschaft zum ersten Mal an einer Weltmeisterschaft teil. Im Spiel um den 13. Platz gewann Australien in 2:1 Sätzen gegen Südafrika, die ebenfalls zum ersten Mal an einer WM teilnahmen.
Weltmeisterschaften
- 2015 in  Argentinien: 13. Platz (von 14)
- 2019 in der  Schweiz: 16. Platz (von 18)[1]
- 2023 in der  Deutschland: 14. Platz (von 16)[2]

Asien-Pazifikmeisterschaften
- 2014 in  Pakistan: 4. Platz (von 4)[3]
- 2018 in  Australien: 2. Platz (von 4)
- 2022 in  Australien: 2. Platz (von 4)[4]

Ozeanienmeisterschaften
- 2019 in  Neuseeland: 3. Platz (von 5)

## Aktueller Kader
Kader bei den Trans-Tasman Championships 2024 in Neuseeland:
| Nr.            | Name          | Verein            | LS      |         |         |         |         |
| Angriff        | Angriff       | Angriff           | Angriff | Angriff | Angriff | Angriff | Angriff |
| -------------- | ------------- | ----------------- | ------- | ------- | ------- | ------- | ------- |
| 4              | Jon Morley    | Victoria          | 15      |         |         |         |         |
| 5              | Jason Hughes  | Victoria          | 25      |         |         |         |         |
| 14             | Lewis Jupp    | New South Wales   | 15      |         |         |         |         |
| 36             | Ryan Robson   | Western Australia | 3       |         |         |         |         |
| Abwehr/Zuspiel |               |                   |         |         |         |         |         |
| 1              | Jackson Bowen | Western Australia | 3       |         |         |         |         |
| 2              | Josh Bevis    | Victoria          | 15      |         |         |         |         |
| 3              | Emlyn Evans   | New South Wales   | 15      |         |         |         |         |
| 6              | Ben Abbott    | Victoria          | 3       |         |         |         |         |
| 10             | Tom Watkin    | New South Wales   | 15      |         |         |         |         |
| 41             | Dan Const     | Western Australia | 3       |         |         |         |         |

## Trainer
| Name              | Funktion   |
| Bryce Griesheimer | Trainer    |
| Jessica Altmayer  | Co-Trainer |

## Statistiken
Gegen insgesamt achtzehn Länder bestritt die Australische Faustballnationalmannschaft bisher Länderspiele.
| Gegner      | Spiele | + | -  |
| ----------- | ------ | - | -- |
| Argentinien | 1      | 0 | 1  |
| Belgien     | 3      | 0 | 3  |
| Brasilien   | 1      | 0 | 1  |
| Cook-Inseln | 1      | 1 | 0  |
| Tschechien  | 2      | 1 | 1  |
| Dänemark    | 1      | 0 | 1  |
| Indien      | 3      | 2 | 1  |
| Japan       | 4      | 4 | 0  |
| Kolumbien   | 2      | 0 | 2  |
| Namibia     | 2      | 0 | 2  |
| Nepal       | 1      | 0 | 1  |
| Neuseeland  | 16     | 6 | 10 |
| Niederlande | 1      | 0 | 1  |
| Pakistan    | 3      | 0 | 3  |
| Polen       | 1      | 0 | 1  |
| Samoa       | 2      | 1 | 1  |
| Serbien     | 1      | 1 | 0  |
| Südafrika   | 3      | 3 | 0  |

## Länderspiele
Aufgelistet sind alle Spiele, die die Faustballnationalmannschaft Australiens bei Weltmeisterschaften oder Asien-Pazifikmeisterschaften bestritt.
| Datum         | Ergebnis | Gegner       | Austragungsort         | Anlass                                    | Bemerkungen       |
| ------------- | -------- | ------------ | ---------------------- | ----------------------------------------- | ----------------- |
| 10. Apr. 2014 | 1:3      | Indien       | Lahore                 | Faustball-Asienmeisterschaft 2014         |                   |
| 10. Apr. 2014 | 2:3      | Pakistan     | Lahore                 | Faustball-Asienmeisterschaft 2014         |                   |
| 10. Apr. 2014 | 1:3      | Nepal        | Lahore                 | Faustball-Asienmeisterschaft 2014         | Spiel um Platz 3  |
| 15. Nov. 2015 | 1:3      | Kolumbien    | Embalse                | Faustball-Weltmeisterschaft 2015          |                   |
| 15. Nov. 2015 | 0:3      | Pakistan     | Embalse                | Faustball-Weltmeisterschaft 2015          |                   |
| 15. Nov. 2015 | 3:0      | Südafrika    | Embalse                | Faustball-Weltmeisterschaft 2015          |                   |
| 16. Nov. 2015 | 0:3      | Kolumbien    | Embalse                | Faustball-Weltmeisterschaft 2015          |                   |
| 16. Nov. 2015 | 1:3      | Pakistan     | Embalse                | Faustball-Weltmeisterschaft 2015          |                   |
| 16. Nov. 2015 | 3:0      | Südafrika    | Embalse                | Faustball-Weltmeisterschaft 2015          |                   |
| 17. Nov. 2015 | 0:3      | Brasilien    | Santa Rosa             | Faustball-Weltmeisterschaft 2015          |                   |
| 18. Nov. 2015 | 0:3      | Namibia      | Villa General Belgrano | Faustball-Weltmeisterschaft 2015          |                   |
| 21. Nov. 2015 | 2:0      | Südafrika    | Villa General Belgrano | Faustball-Weltmeisterschaft 2015          | Spiel um Platz 13 |
| 22. Nov. 2018 | 4:0      | Samoa        | Melbourne              | Faustball-Pazifik-Asienmeisterschaft 2018 |                   |
| 23. Nov. 2018 | 4:0      | Indien       | Melbourne              | Faustball-Pazifik-Asienmeisterschaft 2018 |                   |
| 23. Nov. 2018 | 3:4      | Neuseeland   | Melbourne              | Faustball-Pazifik-Asienmeisterschaft 2018 |                   |
| 24. Nov. 2018 | 4:0      | Indien       | Melbourne              | Faustball-Pazifik-Asienmeisterschaft 2018 |                   |
| 24. Nov. 2018 | 3:4      | Neuseeland   | Melbourne              | Faustball-Pazifik-Asienmeisterschaft 2018 | Finale            |
| 11. Aug. 2019 | 2:3      | Dänemark     | Winterthur             | Faustball-Weltmeisterschaft 2019          |                   |
| 12. Aug. 2019 | 1:3      | Niederlande  | Winterthur             | Faustball-Weltmeisterschaft 2019          |                   |
| 12. Aug. 2019 | 3:1      | Japan        | Winterthur             | Faustball-Weltmeisterschaft 2019          |                   |
| 13. Aug. 2019 | 0:3      | Namibia      | Winterthur             | Faustball-Weltmeisterschaft 2019          |                   |
| 14. Aug. 2019 | 0:3      | Polen        | Winterthur             | Faustball-Weltmeisterschaft 2019          |                   |
| 15. Aug. 2019 | 3:2      | Serbien      | Winterthur             | Faustball-Weltmeisterschaft 2019          |                   |
| 15. Aug. 2019 | 0:3      | Belgien      | Winterthur             | Faustball-Weltmeisterschaft 2019          |                   |
| 16. Aug. 2019 | 2:3      | Belgien      | Winterthur             | Faustball-Weltmeisterschaft 2019          | Spiel um Platz 15 |
| 22. Okt. 2022 | 0:3      | Neuseeland   | Geelong                | Faustball-Pazifik-Asienmeisterschaft 2022 |                   |
| 22. Okt. 2022 | 3:1      | Australien A | Geelong                | Faustball-Pazifik-Asienmeisterschaft 2022 |                   |
| 23. Okt. 2022 | 3:2      | Japan        | Geelong                | Faustball-Pazifik-Asienmeisterschaft 2022 |                   |
| 23. Okt. 2022 | 3:1      | Australien A | Geelong                | Faustball-Pazifik-Asienmeisterschaft 2022 |                   |
| 23. Okt. 2022 | 0:3      | Neuseeland   | Geelong                | Faustball-Pazifik-Asienmeisterschaft 2022 | Finale            |
| 22. Juli 2023 | 0:3      | Neuseeland   | Mannheim               | Faustball-Weltmeisterschaft 2023          |                   |
| 23. Juli 2023 | 3:2      | Tschechien   | Mannheim               | Faustball-Weltmeisterschaft 2023          |                   |
| 24. Juli 2023 | 3:1      | Japan        | Mannheim               | Faustball-Weltmeisterschaft 2023          |                   |
| 25. Juli 2023 | 0:3      | Argentinien  | Mannheim               | Faustball-Weltmeisterschaft 2023          |                   |
| 25. Juli 2023 | 2:3      | Belgien      | Mannheim               | Faustball-Weltmeisterschaft 2023          |                   |
| 26. Juli 2023 | 3:0      | Japan        | Mannheim               | Faustball-Weltmeisterschaft 2023          |                   |
| 27. Juli 2023 | 2:3      | Tschechien   | Mannheim               | Faustball-Weltmeisterschaft 2023          | Spiel um Platz 13 |